# Hry prachu
Hry prachu (anglický název Dust Games) je český dokumentární film režiséra Martina Marečka zachycující souhru různých událostí  okolo pražského zasedání Mezinárodního měnového fondu a Světové banky  v Praze roku 2000.
Díky bezprostřednímu vhledu do globalních dějů na lokálním hřišti se v roce 2001 staly nejlepším českým dokumentárním filmem na MFDF v Jihlavě a získaly tu i Cenu diváků. 

## Zajímavosti
Martin Mareček tímto filmem v roce 2002 absolvoval na Katedře dokumentární tvorby FAMU a obdržel za něj Cenu děkana filmové a televizní fakulty.

## Přijetí
Nejlepší český dokumentární film a Cena diváků MFDF v Jihlava 2001,  IFF ECOCINEMA - Best TV report (2002 - Řecko),  Fairport film festival  - Best Documentary Film (2003, Velká Británie).
Další uvedení: Chicago International Documentary festival 2002, MFF Karlovy Vary 2002, Sheffield Doc/Fest 2002,Festival Jeden svět  2002, Stochkholm film festival 2002, GoEast  Weisbaden 2004, ad.

## Recenze
- GROMBÍŘ, Jakub. Hry prachu. ALUZE, 2002, číslo 2. dostupné online
- DUŠEK, Martin. PREMIERE, 2002, číslo 10. dostupné online
- BOHUŠ, Otto. Art Film Guild. dostupné online